# Chaiyaphum (provincie)
Chaiyaphum is een provincie in het noordoosten van Thailand in het gebied dat ook wel Isaan wordt genoemd. In december 2002 had de provincie 1.136.508 inwoners, waarmee het de 14e provincie qua bevolking in Thailand is. Met een oppervlakte van 12.778,3 km² is het de 7e provincie qua omvang in Thailand. De provincie ligt op ongeveer 342 kilometer van Bangkok. Chaiyaphum grenst aan Phetchabun, Khon Kaen en Nakhon Ratchasima en ligt niet aan zee.

## Provinciale symbolen
|  | Het provinciale zegel van Chaiyaphum |

## Klimaat
De gemiddelde jaartemperatuur is 33 graden. Temperaturen variëren tussen 13 en 41,5 graden. Gemiddeld valt er 1137 mm regen per jaar.

## Politiek

### Bestuurlijke indeling
De provincie is onderverdeeld in 15 districten (Amphoe) en 1 subdistrict (King Amphoe).
| Amphoe \| 1. Chaiyaphum 2. Ban Khwao 3. Khon Sawan 4. Kaset Sombun 5. Nong Bua Daeng 6. Chatturat 7. Bamnet Narong 8. Nong Bua Rawe \| 9. Thep Sathit 10. Phu Khiao 11. Ban Thaen 12. Kaeng Khro 13. Khon San 14. Phakdi Chumpon 15. Noen Sa-nga \| | King Amphoe 16. Sap Yai                                                                                   |  |
| 1. Chaiyaphum 2. Ban Khwao 3. Khon Sawan 4. Kaset Sombun 5. Nong Bua Daeng 6. Chatturat 7. Bamnet Narong 8. Nong Bua Rawe | 9. Thep Sathit 10. Phu Khiao 11. Ban Thaen 12. Kaeng Khro 13. Khon San 14. Phakdi Chumpon 15. Noen Sa-nga |  |